# Foveolariidae
Foveolariidae zijn een familie van mosdiertjes uit de orde Cheilostomatida en de klasse van de Gymnolaemata. De wetenschappelijke naam werd in 2005 voor het eerst geldig gepubliceerd door Dennis P. Gordon en Judith E. Winston.

## Geslachten
- Amplexicamera Winston, 2005
- Dactylostega Hayward & Cook, 1983
- Foveolaria Busk, 1884
- Mangana Gordon, 2014
- Odontionella Canu & Bassler, 1917